# Санный спорт на зимних Олимпийских играх 2018 — эстафета
Соревнования по санному спорту в смешанной эстафете на зимних Олимпийских играх 2018 прошли 15 февраля. Местом проведения соревнований стал центр санных видов спорта «Альпензия», расположенный в непосредственной близости к посёлку Дэквалъмьён, в уезде Пхёнчхан. В соревновании приняли участие 13 сборных по 4 спортсмена в каждой. Старт соревнований был назначен на 21:30 по местному времени (UTC+9).
Соревнования в смешанной эстафете во второй раз представлены в программе Олимпийских игр. Первыми олимпийскими чемпионами стали немецкие саночники Натали Гайзенбергер, Феликс Лох, Тобиас Вендль, Тобиас Арльт, причём все они ранее становились чемпионами игр 2014 года в личных дисциплинах. В соревнованиях 2018 года немецкая команда опять стала победителем, только теперь вместо Феликса Лоха был Йоханнес Людвиг.

## Медалисты
| Золото                                                                          | Серебро                                                          | Бронза                                                             |
| Германия · Натали Гайзенбергер · Йоханнес Людвиг · Тобиас Вендль / Тобиас Арльт | Канада · Алекс Гоф · Самуэль Эдни · Тристан Уокер / Джастин Снит | Австрия · Мадлен Эгле · Давид Гляйршер · Петер Пенц / Георг Фишлер |

## Результаты
| Место | Страна           | Спортсмены                                                              | Время (место)        | Итоговое время | Отставание |
| ----- | ---------------- | ----------------------------------------------------------------------- | -------------------- | -------------- | ---------- |
| 1     | Германия         | Натали Гайзенбергер Йоханнес Людвиг Тобиас Вендль / Тобиас Арльт        | 46,870 48,822 48,825 | 2:24,517       | +0,000     |
| 2     | Канада           | Алекс Гоф Самуэль Эдни Тристан Уокер / Джастин Снит                     | 47,099 48,820 48,953 | 2:24,872       | +0,355     |
| 3     | Австрия          | Мадлен Эгле Давид Гляйршер Петер Пенц / Георг Фишлер                    | 47,122 48,758 49,108 | 2:24,988       | +0,471     |
| 4     | США              | Саммер Бритчер Кристофер Маздзер Мэттью Мортенсен / Джейсон Тердиман    | 47,266 48,660 49,165 | 2:25,091       | +0,574     |
| 5     | Италия           | Андреа Фёттер Кевин Фишналлер Фабиан Маллейер / Иван Наглер             | 47,078 48,827 49,188 | 2:25,093       | +0,576     |
| 6     | Латвия           | Улла Зирне Кристерс Апарйодс Андрис Шицс / Юрис Шицс                    | 47,369 48,891 49,055 | 2:25,315       | +0,798     |
| 7     | ОСР              | Екатерина Батурина Роман Репилов Владислав Антонов / Александр Денисьев | 47,523 48,615 49,211 | 2:25,349       | +0,832     |
| 8     | Польша           | Эва Кульс Мацей Куровский Войцех Хмелевский / Якуб Ковалевский          | 47,711 49,134 49,568 | 2:26,413       | +1,896     |
| 9     | Республика Корея | Айлин Фриш Лим Нам Гю Пак Чин Ён / Чо Джон Мён                          | 47,211 49,854 49,478 | 2:26,543       | +2,026     |
| 10    | Румыния          | Ралука Стрэмэтурару Валентин Крецу Космин Атодиресеи / Стефан Музей     | 47,097 49,609 50,138 | 2:26,844       | +2,327     |
| 11    | Словакия         | Катарина Шимонакова Йозеф Нинис Марек Солчанский / Карол Стухлак        | 48,032 49,326 49,635 | 2:26,993       | +2,476     |
| 12    | Чехия            | Тереза Носкова Ондржей Гиман Лукаш Брож / Антонин Брож                  | 48,238 49,178 49,645 | 2:27,061       | +2,544     |
| 13    | Украина          | Елена Шхумова Антон Дукач Александр Оболончик / Роман Захаркив          | 51,503 49,135 50,365 | 2:31,003       | +6,486     |